# Big Gay Al's Big Gay Boat Ride
Big Gay Al's Big Gay Boat Ride is de vierde aflevering van Comedy Centrals animatieserie South Park, deze aflevering was genomineerd voor een Grammy Award.

## Plot
Stans hond Sparky volgt de hem 's ochtends als hij naar de bushalte naar school loopt. Cartman, Kyle en Kenny staan hier ook al te wachten. Cartman begint dan te vragen wie nou eigenlijk de sterkste hond van South Park is, Sparky of Sylvester (de lokale straathond). Sylvester is ook naar de bushalte gekomen en al snel beginnen de twee honden te vechten, maar Sparky denkt aan iets heel anders en gaat achter Sylvester staan en dekt hem. Sylvester rent meteen piepend weg en Cartman zegt dat Stans hond officieel homoseksueel is.
Bij de voetbaltraining vraagt Stans oom Jimbo samen met zijn vriend Ned aan Chef (de coach) of de jongens gaan winnen. Chef antwoordt ja en de mannen zetten meteen $ 500 in op de "South Park Cows" (Chefs team). Al gauw zetten alle mensen in op Chefs team zodat hij onder grote druk komt te staan. Jimbo en Ned zijn niet zeker of Stan wel kan winnen en zoeken een oplossing, ze komen erachter dat John Stamos' broer, Richard gaat zingen in de rust.
Na de training randt Sparky nog een andere hond aan, Rex, die ook piepend wegrent. De volgende dag na de les vraagt Stan Mr. Garrison wat een homoseksueel nou eigenlijk is. Mr. Garrison antwoordt: "homoseksuelen zijn slecht, slecht tot in een koude, zwarte hart dat geen bloed rondpompt zoals dat van jou en mij, maar eerder dikke smerige olie". Stan begint direct met een programma om zijn hond weer mannelijk te maken, en hem hopelijk geen homoseksueel te laten worden. Zijn eerste poging is om hem voor te stellen aan Fifi, een vrouwelijke poedel, dit gaat verschrikkelijk mis als Sparky Fifi's parel halsband steelt. Denkend dat homoseksualiteit toch goed is belt Stan Jesus op bij zijn talkshow Jesus and Pals en vraagt hem wat hij van homoseksualiteit vindt, maar voordat Jesus kan antwoorden stopt de show en komt Cartmans favoriete show, Marty's Movie Reviews. Stan is kwaad en zegt dat hij liever een Duitse herder zou hebben, Sparky hoort dit en rent weg naar "Big Gay Al's Big Gay Animal Sanctuary" ("Big Gay Al's Grote Homo Dieren Paradijs").
Wanneer Jimbo en Ned praten met Carl, een explosieven expert is hun plan onthuld, ze willen het vijandige team uitschakelen met een geluidsmechanisme dat afgaat wanneer Richard Stamos de hoge F noot zingt. Ze plaatsen de bom op de mascotte van het vijandige team. Richard Stamos slaagt er niet in om de noot te zingen, Jimbo en Ned zijn hier boos over en concluderen dat Richard niet zo goed is als zijn broer.
Bezorgt om zijn hond, gaat Stan op zoek en vindt hij hem bij de Big Gay Animal Sanctuary. Dit blijkt een tehuis voor homoseksuele huisdieren die zijn weggelopen omdat hun homoseksualiteit door hun baasjes niet is geaccepteerd, zoals Sparky. Hier leert Stan in een Big Gay Boatride (een tentoonstelling over de geschiedenis van homoseksualiteit in de vorm van een dark water ride) van Big Gay Al dat homoseksualiteit al heel lang bestaat en eigenlijk doodgewoon is. Stan accepteert Sparky's homoseksualiteit door het gesprek. Stan gaat terug naar de wedstrijd die nog steeds bezig is en neemt zijn positie als quarterback weer aan. Hij gooit de bal naar Kyle die een touchdown maakt, hierdoor winnen ze de weddenschap (ze hadden gewed of ze het record van 70 punten konden verbreken, dit deden ze met 73 punten). Stan probeert iedereen te vertellen over Big Gay Al's Animal Sanctuary en zegt: "It's okay to be Gay" (het is oké om homo te zijn).
Hij probeert de mensen te leiden naar Big Gay Al's Animal Sanctuary, maar dit blijkt te zijn verdwenen. In plaats daarvan treffen de mensen alle weggelopen homoseksuele huisdieren aan, die door hun baasjes liefdevol in hun armen worden gesloten. Big Gay Al bedankt Stan om iedereen hier te brengen en verdwijnt dan.
Op het laatst komt Richard Stamos om toch te bewijzen dat hij de noot kan zingen, hij kan het ook maar door de noot ontploft nog wel de bom die de mascotte doodt.

## Kenny's dood
Kenny's armen en hoofd worden tijdens de wedstrijd afgerukt door de spelers. Zijn lijk wordt zoals bijna altijd weer opgegeten door ratten.

## Trivia
- De stem van Stans hond (niet veel meer dan blaffen) wordt gedaan door George Clooney.
- In de Hongaarse versie van South Park, is het niet John Stamos' oudere broer die zingt maar Ricky Martins oudere broer.
- In de Latijns-Amerikaanse versie van South Park, is het niet John Stamos' oudere broer maar Enrique Iglesias' oudere broer die zingt.
- Een van de spelers van de tegenstanders van de South Park Cows heeft nummer -3 als rugnummer.
- Deze aflevering is de eerste die genomineerd werd voor een Emmy Award.
- Het is ironisch dat Mr. Garrison zegt dat homo's slecht zijn omdat hij over een paar seizoenen zelf ook homo is.
- De tweede hond die aangerand werd door Sparky was Rex, de hond van een andere jongen uit South Park: Clyde Donovan.
- Het lied dat in de aftiteling wordt gedraaid is een lied van Trey Parkers band: DVDA's.
- Kenny's rugnummer is 13, het ongeluksgetal.

## Rare dingen
- Kyles rugnummer verandert van 12 naar 14 in twee scènes.
- De eerste keer dat Richard Stamos probeert de F te halen lukt het al, de tweede keer wordt hij duidelijker gezongen.
- Wanneer Stan de roze sjaal die Sparky's om heeft weg haalt, probeert hij hem een paar commando's te geven, hij zegt ook don't be gay, je ziet dan een close-up van Sparky, maar hierop is de roze sjaal nog duidelijk te zien.
- De tegenstander van de South Park Cows scoren in één keer de 7 punten die te halen zijn bij een touchdown, maar in het echt moet dan eerst de vrije schop worden genomen. Wanneer Kyle de touchdown maakt moet hij wel eerst de vrije trap nemen zoals het in het echt moet.
- In de scène waarin ze de wedstrijd spelen is Tokens huidskleur wit, hij is Afro-Amerikaan dus normaal heeft hij een donkere huidskleur zoals Chef heeft.